# Jennifer Dark
Jennifer Dark (Kolín, Checoslovaquia; 18 de agosto de 1982) es una actriz pornográfica checa.

## Biografía
Jennifer Dark nació en 1982 en la entonces ciudad checoslovaca de Kolín, situada en la región de Bohemia Central. Tras la separación del país en dos, la región en la que vivía pertenecería a República Checa, país del que tiene nacionalidad.
Entró en la industria pornográfica en 2002, a la edad de 20 años, trabajando para películas de productoras como Evil Angel, Vivid, Hustler, Zero Tolerance, New Sensations, Pure Play Media, Penthouse, Private, Naughty America o Twistys.
Consiguió sus dos primeras nominaciones en los Premios AVN en 2009 a la Mejor escena de sexo lésbico en grupo por Icon y a la Mejor escena de sexo oral por Kink.
Repitió nominación en los AVN en 2010 a la Mejor escena de sexo lésbico en grupo por The Violation of Harmony.
Por su parte, estuvo también representada en los Premios XBIZ con una nominación en 2013 a la Mejor escena de sexo en película por Four.
Algunos de sus trabajos son All Out Anal, Ass Pumpin' , Bore My Asshole 2, Dark Meat White Treat, It Takes Two 4, Keister Bunnies, XXX Road Trip 4, Star Wars XXX, She-Hulk XXX o Busty Maids.
Ha grabado más de 570 películas.

## Premios y nominaciones
| Año  | Ceremonia    | Resultado | Premio                                        | Trabajo                  |
| ---- | ------------ | --------- | --------------------------------------------- | ------------------------ |
| 2009 | Premios AVN  | Nominada  | Mejor escena de sexo lésbico en grupo         | Icon                     |
| 2009 | Premios AVN  | Nominada  | Mejor escena de sexo oral                     | Kink                     |
| 2010 | Premios AVN  | Nominada  | Mejor escena de sexo lésbico en grupo         | The Violation of Harmony |
| 2013 | Premios XBIZ | Nominada  | Mejor escena de sexo en película protagonista | Four                     |